# Лангенветцендорф
Лангенветцендорф (нім. Langenwetzendorf) — громада в Німеччині, розташована в землі Тюрингія. Входить до складу району Грайц.
Площа — 55,99 км2. Населення становить 4117 ос. (станом на 31 грудня 2021).